# کاراگورگیوو
کاراگورگیوو (به بلغاری: Karageorgievo) یک منطقهٔ مسکونی در بلغارستان است که در آیتوس واقع شده‌است.